# Obereopsis camerunensis
Obereopsis camerunensis là một loài bọ cánh cứng trong họ Cerambycidae.